# Miroslav Kostadinov
Pour les articles homonymes, voir Miro et Kostadinov.
Miroslav Kostadinov, ou simplement Miro, est un chanteur bulgare, né le 11 mars 1976 à Dobritch.

## Biographie
Pendant son enfance Miro joue du piano dans une école pour enfants doués. Miro obtient plusieurs prix en tant que jeune chanteur dans des festivals en Bulgarie. À 14 ans, il fait ses premiers pas dans la chanson au Festival national des jeunes et des artistes pop rock « Georgi Sarandov », qui se tient annuellement à Dobritch. Il remporte le premier prix. À 15 ans, à l'issue du concours « Découverte », il lui a été décerné un prix pour avoir été le plus jeune chef d'orchestre, à 16 ans pour la performance artistique, et à 18 ans à « Grand cuistres » avec une chanson de Vasil Petrov et Elton John. Cette même année, il remporte aussi la prestigieuse troisième place dans le Golden Orpheus avec la chanson Dali ne sgreshih (Avais-je tort?). En 2009, il est choisi comme icône de la mode bulgare.

## Musique
En 1999, il crée le duo très populaire KariZma avec Galina Kurdova (Galya), qu'il a rencontrée dans un concours musical ; le groupe durera 7 ans. Ils ont sorti plusieurs tubes mais ce n'est seulement qu'en 2006 qu'ils sortiront leur premier album.
À partir de 2007, les deux artistes débutent une carrière solo. Miro a sorti son premier album solo en 2008 avec I lose control when…
En 2010, il représente son pays au Concours Eurovision de la chanson à Oslo, mais ne passe pas la demi-finale avec seulement 19 points (15e au classement). Il avait chanté Tu es un ange, qu'il a lui-même composé.